# Herbert Constam
Herbert Constam (* 15. Dezember 1885 in Zürich Enge; † 11. Juni 1973 in Zürich) war ein Schweizer Jurist und Offizier (Oberstkorpskommandant).

## Herkunft und Leben
Der Vater von Herbert Constam, Emil Joseph Kohnstamm, wurde als Sohn eines jüdischen Farbhändlers in New York City geboren und übersiedelte mit seiner Mutter in die Schweiz. 1880 erfolgte die Namensänderung zu Constam und vermutlich auch die Konversion zum protestantischen Glauben. Emil Joseph Constam war von 1899 bis zu seinem Tode 1917 Titularprofessor für Chemie am Eidgenössischen Polytechnikum Zürich. Die jüngeren Brüder von Herbert waren der Seilbahnkonstrukteur Ernst und der Mediziner Georg.
Constam wuchs im heutigen Stadtteil Zürich-Enge auf und studierte Rechtswissenschaft in Zürich und Göttingen. 1909 wurde er promoviert und 1910 in Zürich als Anwalt zugelassen. Von 1912 bis 1918 war er Instruktionsoffizier an der Schiessschule Walenstadt und auf dem Waffenplatz Aarau. Bis zu seiner Berufung als Kommandant der 6. Division im Jahre 1938 war er ab 1925 Stabschef der 4. Division (Luzern), dann Kommandant der Schiessschule Walenstadt und später Kommandant der Zentralschule II in Luzern. In den Jahren 1922 und 1935 war er zur Weiterbildung bei der französischen Armee und während des Spanischen Bürgerkriegs im Jahr 1937 als Beobachter bei den Truppen von Francisco Franco abkommandiert. Von General Guisan zum Oberstkorpskommandanten befördert, führte er von 1943 bis 1951 das 3. Armeekorps. Constam war zu dem Zeitpunkt somit der ranghöchste Offizier jüdischer Herkunft in der Schweizer Armee.
Von 1935 bis 1955 war er an der militärwissenschaftlichen Abteilung der ETH Zürich Lehrbeauftragter für Taktik und Gebirgskrieg. Nach seinem Ausscheiden aus dem Militärdienst war er in Küsnacht ZH als Anwalt tätig.
Von Zeitzeugen und in der Literatur wird Constam als herausragende Führungspersönlichkeit beschrieben. Als Kommandant der 6. Division war er für die Festung Uetliberg zuständig und entwickelte dafür ein für die Zeit modernes, dynamisches Verteidigungskonzept. Ab Sommer 1940 hatte seine 6. Division den Auftrag, im Rahmen des Reduits die Zugänge zum Talkessel von Schwyz zu sperren. Constam wirkte massgeblich bei der operativen Konzeption und Planung des Reduits und als persönlicher Berater von General Guisan mit.